# Jean Antoine François Combelle
Pour les articles homonymes, voir Combelle.
Jean Antoine François Combelle, né le 16 février 1774 à Le Pouzat (Ardèche), mort le 15 septembre 1813 à Dresde, est un général de division du Premier Empire.

## Biographie

### Révolution française
Volontaire dans une compagnie franche de l'Ardèche le 14 mars 1793, il est élu capitaine le 17 du même mois, et envoyé sur-le-champ à l'armée des Alpes puis au siège de Lyon sous les ordres de Dubois-Crancé. À la dissolution de sa compagnie, il entre comme simple soldat le 17 vendémiaire an II (8 octobre 1793), dans le 4e bataillon de volontaires de l'Ardèche, devenu plus tard 18e de ligne, est nommé sergent le 24 du même mois (15 octobre), et devient adjudant-sous-officier le 8 frimaire suivant (28 novembre), pendant le siège de Toulon, où il est blessé d'un coup de feu à la tête.
Promu sous-lieutenant le 1er germinal de la même année, il obtient le grade de lieutenant le 28 vendémiaire an III, est nommé capitaine le 3 brumaire an IV, et fait avec beaucoup de distinction, avec la 211e demi-brigade les guerres des ans III, IV, V et partie de l'an VI, aux armées d'Italie et d'Helvétie. Il se fait surtout remarquer le 2 frimaire an IV, à la bataille de Loano, où il combat avec la plus grande valeur, et est blessé d'un coup de baïonnette à la main gauche. Il se signale encore par son intrépidité au siège de Mantoue en nivôse an V.
Cet officier fait les campagnes d'Égypte et de Syrie depuis l'an VI jusqu'à l'an XI. Il se distingue le 24 prairial an VI, à la prise de Malte, à celle de Jaffa le 16 ventôse an VII, et principalement le 19 floréal suivant, au siège de Saint-Jean-d'Acre, où il fait des prodiges de valeur et est grièvement blessé sur la brèche, d'un coup de feu qui lui traverse le corps. Sa belle conduite dans cette journée lui vaut un sabre d'honneur qui lui est accordé sur le champ de bataille même, mais dont le brevet ne lui est expédié que le 9 ventôse an IX. Nommé chef de bataillon le 2 brumaire an VII, il passe comme adjoint à l'état-major du général Fugière le 6 messidor suivant, et est employé en la même qualité, auprès du général Friant le 21 ventôse an IX. Le 30 du même mois, lors du siège d'Alexandrie par les Anglais, le brave Combelle donne de nouveau des preuves éclatantes de sa valeur et de son dévouement.
Revenu en France, il est placé avec son grade dans la 9e demi-brigade d'infanterie légère le 15 ventôse an X, et en l'an XI, on lit dans Le Moniteur, page 687 : « À la grande parade du 15 ventôse, le premier Consul a donné un brevet d'honneur au citoyen Combelle, chef de bataillon à la 9e demi-brigade légère, pour sa bravoure éclatante au siège de Saint-Jean-d'Acre, où il commandait une compagnie de grenadiers de la 18e de bataille, et où il fut blessé. Il a eu l'honneur de dîner avec le premier Consul. »

### Premier Empire
Légionnaire le 1er vendémiaire an XII, promu au grade de major du 95e de ligne le 30 frimaire an XII, Combelle est nommé officier de la Légion d'honneur le 25 prairial de la même année. Il fait les campagnes à l'armée de Hanovre en l'an XII et en l'an XIII), en Autriche en 1805, en Prusse et en Pologne en 1806 et 1807. Il reçoit son brevet de colonel du 94e de ligne le 14 février 1807.
Passé à l'armée d'Espagne, où il sert de 1808 jusqu'en 1812, il est élevé au grade de commandeur de la Légion d'honneur le 24 novembre 1808, à la suite de la bataille d'Espinosa, où il s'est distingué, et reçoit quelque temps après le titre de baron de l'Empire. Le colonel Combelle se fait particulièrement remarquer an mois de septembre 1811, à la prise du fort d'Alcala, et est blessé d'un coup de feu au genou et au pied droits le 31 décembre suivant.
Promu général de brigade le 12 avril 1813, et employé au corps d'observation de l'Adige, il reçoit le commandement d'une brigade pendant la campagne de Saxe. Le 26 août 1813, à la bataille de Dresde, où il est criblé de blessures, le général Combelle contribue au succès de la journée. L'empereur pour lui témoigner sa satisfaction, l'élève au grade de général de division le 7 septembre suivant, mais Combelle meurt à Dresde, des suites de ses blessures, le 15 du même mois.

## Décorations
- Légion d'honneur :
  - Légionnaire le 1er vendémiaire an XII (24 septembre 1803), puis
  - Officier le 25 prairial an XII (14 juin 1804), puis
  - Commandant de la Légion d'honneur le 24 novembre 1808.

## Armoiries
| Figure | Blasonnement |
|        | Armes du baron Combelle et de l'Empire (décret du 19 mars 1808, lettres patentes du 18 août 1810 (Saint-Cloud)). Tiercé en fasce de sinople à l'étoile d'or ; d'or au dextrochère tenant un sabre en fasce de sable, mouvant du flanc dextre, traversant une couronne de laurier de sinople ; et d'azur à la pyramide d'argent accompagnée de deux lions affrontés et contrerampant d'or, un à dextre, un à senestre ; franc quartier des barons tirés de l'armée brochant au 9e de l'écu., Livrées : jaune, bleu, rouge, blanc, noir. |